# Драга-при-Шентруперту
Драга-при-Шентруперту (словен. Draga pri Šentrupertu) — поселення в общині Шентруперт, регіон Південно-Східна Словенія, Словенія.